# Partille kammarorkester
Partille kammarorkester är en stråkorkester verksam i Göteborg med förorter.
Partille kammarorkester (PKO) är en amatörorkester bestående av ca 25 medlemmar som leds av professionell dirigent och konsertmästare. Orkestern leder sitt ursprung till Partille Sävedalens Musiksällskap som bildades 1944 av Gösta Wahlström, som då var rektor för kommunala musikskolan i Partille. Under 1940- och 50-talet var sällskapet under Wahlströms engagerade ledning mycket aktivt och framförde regelbundet stora verk. Då Wahlström slutat som ledare avtog verksamheten och en tid samarbetade kvarvarande medlemmar med musiksällskapet i Lerum. År 1982 gjordes en omstart då åter en Partillebaserad stråkorkester med amatörer bildades. Den har sedan dess haft kommunalt stöd och successivt vuxit i storlek.
Orkestern är en ideell förening som själv väljer ledare och program för sina konserter. Finn Rosengren, Ingrid Sjönnemo och Pierre Torvald har varit ledare och Malin Bergman konsertmästare. Orkestern samarbetar regelbundet med flera församlingar i Göteborgsområdet som Högsbo församling, Partille-Sävedalens pastorat, Domkyrkoförsamlingen i Göteborg och Älvsborgs församling.
Orkestern framför gärna musik som inte passar in i de professionella orkestrarnas spelplaner. Orkestern tilldelades 2014 Partille kommuns kulturpris